# آرتور چرپ اسپیریدویچ
آرتور چرپ اسپیریدویچ (انگلیسی: Arthur Cherep-Spiridovich؛ ۱۸۵۸ – 22 october ۱۹۲۶ (۶۷−۶۸ سال)) یک اشرافزاده روسی بود که بعد از انقلاب بلشویک به ایالات متحده مهاجرت کرد. او یک ژنرال در ارتش تزار و یکی از افراد جنبش سفیدها بود. او در جنبشهای اسلاوی، روسهای سفید و یهودستیزی فعال بود. مهمترین شهرت اسپیریدویچ به خاطر یک کتاب تئوری توطئه که در آن نام ۳۰۰ خانواده یهودی که در تلاش برای کنترل دنیا هستند ذکر شده است.

## زندگینامه
اسپیریدویچ در روسیه به دنیا آمد. او یکی از طرفداران تزار نیکولاس دوم و از مخالفان بلشویسم بود. در آمریکا افرادی مانند هنری فورد به او کمک کردند که نظرات ضدیهودی خود را برای افکار عمومی بیان کند.
آرتور اسپیریدویچ در هتلی در استاتن آیلند از دنیا رفت در حالی که لوله گاز به دور گلویش پیچیده شده بود. پلیس ادعا کرد که او خودکشی کرده است ولیکن در زمانی که بدن او کشف شد گاز هتل قطع شده بود. هیچ تحقیق بیشتری در مورد مرگ او صورت نگرفت و پرونده فوراً مخدومه اعلام شد.

## آثار
- اروپا بدون ترکیه- امنیتی که فرانسه نیاز دارد (۱۹۱۳)
- به سمت نابودی:خطرها و جایگزینها (۱۹۱۴)
- چگونه انگلستان را نجات دهیم (۱۹۲۰)
- دولت مخفی بین‌المللی یا دست پنهان (۱۹۲۶)